# Trentinara
Trentinara är en ort och kommun i provinsen Salerno i regionen Kampanien i Italien. Kommunen hade 1 625 invånare (2017).